# Манастир Санахин
Манастир Санахин (јерм. Սանահին վանք) манастир је Јерменске апостолске цркве из 10. века у данашњој јерменској провинцији Лори. Санахин на јерменском језику значи овај је старији од оног, вероватно алудирајући како је старији од оближњег манастира Хагпат. Ова два манастира имају много заједничких одлика, попут чињенице да су оба смештена на висоравни испресецаној кањонима бивших река, попут оног на данашњој реци Дебед, те да су њихове грађевине складно уклопљене у планински крајолик.
Он је, заједно са манастиром Хагпат, уврштен на УНЕСКО-в списак Светске баштине у Азији и Аустралазији 1996. године, као "ремек-дело верске архитектуре и важно образовано средиште у средњем веку".
Ова два манастирска комплекса представљању највећи процват јерменске верске архитектуре чији је јединствени стил настао спајањем елемената византијске црквене архитектуре с традиционалном народном архитектуром са кавкаског подручја
Манастир је више пута оштећен: земљотресом 1130. године (након чега је обновљен педесетак година касније), више пута у освајачким походима разних војски (Селџуци 1105. и Монголи 1241. године), и великим земљотресом 1988. године. Међутим, већи део манастира још увек стоји без великих промена од изворног облика, због чега постаје све посећеније туристичко место.

## Одлике
Грађевине су организоване у две квадратичне осе с фасадама окренутим према западу. Катедрала из 10. века је посвећена Исусу Христу и има основу у облику уписаног крста са средишњом куполом полукружне основе на квадратичним носачима. Купола је окружена двоспратним капелама. На западу се налази гавит са четири стуба из 1181. године који има основу крста уписаног у квадрат. Ово је најранији пример оваквог типа грађевине која се заснива на народној јерменској кући која је имала квадратну основу са четири стуба унутра који су носили уздигнути кров, па је пролаз између вишег и нижег крова служио као димњак средишњег огњишта.
Црква Богородице (Astvacacin) налази се на северу комплекса и повезана је са катедрално надсвођеним пролазом и она је најстарија грађевина комплекса. Изградили су је 934. године монаси који су побегли из Византије.
Велика библиотека (скрипторијум) из 1063. године има квадратичан план и сводове у облику крста и десет ниша различитих величина у којима су спремне књиге. На југоисточном спрату библиотеке налази се мала црква посвећена Светом Гргуру Просветитељу.
Академија Грегоријанских магистара из 11. века се налази између две велике цркве. Она има дубоке нише на зидовима и веома је осветљена необичним светлом.
На гробљу које се налази југоисточно налази се, између осталих, и гробница Закаријанских крстова. Око манастира се налази и велики број сјајних хачкара (камених крстова) из око 11. и 13. века, али и бискупских гробница.

## Галерија
- Поглед на манастир
- Унутрашњост манастира
- Унутрашњост манастира
- Унутрашњост манастира
- Унутрашњост госпине цркве
- Манастирска библиотека
- Страница илуминираног рукописа "Бревијар химни" из 16. века
- Карта области у којој се налазе манастири Хагпат и Санахин
- Унутрашњост манастира
- Унутрашњост манастира
- Капела Светог Гргура
- Качкар испред манастира